# Alberto David
Alberto David (nascut el 26 de març de 1970 a Milà) és un jugador d'escacs que té el títol de Gran Mestre. David es va traslladar amb la seva família a Luxemburg als cinc anys, i en va adquirir la nacionalitat. El 2012 va retornar a Itàlia i va adquirir la nacionalitat italiana, i des de juliol de 2012 representa Itàlia oficialment.
A la llista d'Elo de la FIDE del juny de 2023, hi tenia un Elo de 2540 punts, cosa que en feia el jugador número 4 (en actiu) d'Itàlia. El seu màxim Elo va ser de 2631 punts, a la llista de maig de 2010 (posició 123 al rànquing mundial).

## Resultats destacats en competició
El 1999 guanyà el torneig de Vlissingen. El 2003 va guanyar el 1r Torneig de GM NAO Chess Club a París.
El 2012 es proclamà Campió d'Itàlia, a Torí.
El desembre de 2015 fou segon al Campionat d'Itàlia (a Milà) amb 7 punts de 12, els mateixos punts que Danyyil Dvirnyy i Axel Rombaldoni que els portà a fer un play-off de desempat fins que David fou derrotat per Dvirnyy a una partida a armageddon.
El maig de 2019 va competir als campionats de França de semiràpides, celebrats a Le Blanc-Mesnil, on va arribar a la final, en què fou derrotat per Alireza Firouzja.

### Participació en olimpíades d'escacs
David ha participat, representant Luxemburg, en sis Olimpíades d'escacs (31a Olimpíada, 1994, 32a Olimpíada, 1996, 33a Olimpíada, 1998, 34a Olimpíada, 2000, 35a Olimpíada, 2002, i 37a Olimpíada, 2006), sempre en el primer tauler. A l'Olimpíada de 2002 va guanyar una medalla d'argent individual amb una puntuació del 84,6% al primer tauler (+10=2−1). El 2003, guanyà la medalla d'or individual per la seva actuació al primer tauler al Campionat d'Europa d'escacs per equips, a Plòvdiv.